# Манчоју (Арђеш)
Манчоју (рум. Măncioiu) насеље је у Румунији у округу Арђеш у општини Морарешти. Oпштина се налази на надморској висини од 362 m.

## Становништво
Према подацима из 2002. године у насељу је живело 292 становника, од којих су сви румунске националности.